# 卡齐米日·利平
卡齐米日·利平（波蘭語：Kazimierz Lipień，1949年2月6日—2005年11月13日），波兰男子摔跤运动员。他曾代表波兰参加1972年、1976年和1980年夏季奥林匹克运动会摔跤比赛，获得一枚金牌和一枚铜牌。